# توسل به شخص
حملهٔ شخصی یا شخص‌ستیزی (به لاتین: ad hominem) مغالطه‌ای است که در آن از خصوصیات یک فرد، نتیجه گرفته می‌شود که استدلالی که او مطرح کرده‌است نادرست است.
- مغالطه توسل به شخص را اگر به صورت منطقی بنویسیم چنین خواهد بود:

شخص الف گزارهٔ د را مطرح می‌کند.
شخص الف شخصی با رفتار(ها) ی بد است.
نتیجه گرفته می‌شود که د نادرست است.
در پشت این مغالطه، تصور خطایی نهفته‌است که بر اساس آن امکان ندارد یک عقیدهٔ درست از سوی کسی که موقعیت اجتماعی، سیاسی یا علمی مناسبی ندارد یا انگیزه‌های بدی دارد، ارائه شود و برعکس امکان ندارد یک عقیدهٔ نادرست و غیرمستدل از سوی یک شخصیت مهم که دارای موقعیت مناسب علمی است، ارائه شود.
- مغالطه حملهٔ شخصی، فقط مربوط به ادّعاها و سخن‌ها نیست؛ بلکه در مورد رفتارها نیز به کار می‌رود:

الف وهابی ریشش را می‌تراشید.
الف انسان بدی بود.
تراشیدن ریش وهابی نادرست است.
مغالطه توسل به کس: این مغالطه‌ زمانی رُخ میدهد که شخصی استدلالش برای درستی یک ادعا، ملزم به کس بودن فرد مدعی باشد.

## انواع حمله شخصی

### توهین
این مغالطه زمانی رخ می‌دهد که شخص استدلال معینی اقامه می‌کند و دربارهٔ موضوعی سخن می‌گوید و دیگری که از پیش با او خصومت داشته، به جای نقد با گفتن ناسزا دربارهٔ شخصیت وی، می‌کوشد با مخدوش کردن شخصیت او و منفور ساختن وی، استدلالش را باطل نماید. جنبه مغالطی توهین در آن است که اصل استدلال کنار نهاده شده و معیار دیگری برای نقد ادعا به کار گرفته شده‌است که منطقاً هیچ ارتباطی به ادعا ندارد:
- هنوز هم هستند کسانی که می‌گویند عراقی شاعر بزرگی‌است؛ در حالی که دیگر در تاریخ ادبیات ما مسلم است که عراقی انحرافات جنسی داشته‌است.
- چطور برخی کشور های غربی را متمدن مینامید در حالی که امار فحشاء در انها زیاد است.

### مغالطه از طریق منشأ
این مغالطه زمانی رخ می‌دهد که شخصی برای رد یک سخن، آن را به یک شخصیت مذموم تاریخی نسبت دهد و بگوید «اولین بار او این سخن را گفته‌است» و بکوشد تا از منفی بودن آن شخصیت تاریخی، خطا بودن آن سخن را نتیجه بگیرد. پیش‌فرض نادرست این مغالطه آن است که سرمنشأ یک عقیده و رأی در درستی آن مؤثر است؛ در حالی که گاه افراد عادی و بی‌سواد عقاید عالی اظهار کرده‌اند و دانشمندان بزرگ دچار خطاهای بزرگ شده‌اند.
- من با این که رهبران مذهبی محافظ شخصی داشته باشند، مخالفم. فراموش نکنید که اولین کسی که در اسلام محافظ شخصی داشت، معاویه بود.

### تو هم چنینی
در این مغالطه، به جای توجه به سخن و ادله موافق و مخالف آن، به گوینده توجه شده و سعی می‌شود مورد نقضی در اعمال و رفتار گوینده یافت شود تا بدین‌سان هم خود گوینده و هم گفتارش تخطئه شود. این مغالطه به دو شکل رخ می‌دهد: یکی، بیشتر در جایی به کار می‌رود که کسی خطایی را به انسان تذکر می‌دهد و شخص در جواب او می‌گوید: «خودت هم مرتکب این خطا شده‌ای»؛ در حالی که جمع دو نادرست هرگز یک درست نمی‌شود. دیگر آن که سعی می‌کند برای نقد سخن کنونی شخص، مورد ناسازگاری از گفتار پیشین او بیابد و به او بگوید خودت هم این حرف را قبول نداری؛ زیرا موضع قبلی تو چیز دیگری بوده است؛ در حالی که باید دانست که موضع‌گیری‌های پیشین فرد هیچ تأثیر منطقی در درستی عقیده‌های امروزش ندارند، زیرا اولاً ممکن است شخص در عقیده‌های پیشینش تجدیدنظر کرده باشد. برای فهم درستی یک گزاره، باید آن گزاره را بررسی کرد، نه بیان‌کنندهٔ آن را.

### تقصیر عضو پیوسته
در این مورد نقدکننده به دلیل شباهت گفتار شخصی به دیگر طرفداران آن استدلال، به شخص حمله می‌کند. حالت کلی این استدلال چنین است:
شخص الف مدعی پ است.
گروه ب مدعی پ است.
پس شخص الف عضو گروه ب است.
- این مغالطه می‌تواند حالت دیگری باشد:

شخص الف مدعی پ است.
گروه ب مدعی پ و ت است.
پس شخص الف مدعی ت است.
- این مثالی برای این مغالطه:

تو می‌گویی فاصله طبقاتی غیرقابل قبول است. کمونیست‌ها هم همین حرف را می‌زنند. تو کمونیست هستی.
- مثالی دیگر

تو منتقد دولتی.
طرفداران رئیس جمهور پیشین هم منتقد دولتند.
تو طرفدار رئیس جمهور پیشین هستی.

### توسل به شخصیت تحسین‌شده
گاهی نیز به‌جای این که ادعای کسی ثابت شود، خود شخص تحسین می‌شود. چنین گفتاوردی از اشخاص هرگز نمی‌تواند جایگزین استدلال برای درستی مطلبی باشد، حتی اگر آن شخص متخصص و کارشناس یا معتبر و موثق باشد. این مغالطه بسیار معمول است. یک مثال در این نمونه:
- آیا شما باور ندارید که آیزاک نیوتون یک نابغه است؟ آیا تیزهوشی و بزرگیِ مقام چنان دانشمندی را انکار می‌کنید؟ وقتی نیوتون دین را برای جامعه لازم می‌دانست، چرا شما باور ندارید؟